# Wiwian Slatanowa
Wiwian Slatanowa (bulgarisch Вивиан Златанова, englisch Vivian Zlatanova; * 9. November 1997) ist eine bulgarische Tennisspielerin.

## Karriere
Slatanowa begann mit fünf Jahren das Tennisspielen und bevorzugt Sandplätze. Seit 2012 spielt Zlatanowa auf der Profitour Turniere der ITF Women’s World Tennis Tour, wo sie drei Titel im Einzel und einen im Doppel gewinnen konnte.

## Turniersiege

### Einzel
| Nr. | Datum            | Turnier   | Kategorie   | Belag | Finalgegnerin             | Ergebnis       |
| --- | ---------------- | --------- | ----------- | ----- | ------------------------- | -------------- |
| 1.  | 6. Oktober 2013  | Albena    | ITF $10.000 | Sand  | Borislawa Botuscharowa    | 6:3, 3:6, 7:65 |
| 2.  | 6. April 2014    | Schymkent | ITF $10.000 | Sand  | Alexandra Grintschischina | 7:61, 6:0      |
| 3.  | 18. Oktober 2015 | Albena    | ITF $10.000 | Sand  | Camelia-Elena Hristea     | 6:0, 6:4       |

### Doppel
| Nr. | Datum         | Turnier   | Kategorie   | Belag | Partnerin      | Finalgegnerinnen                 | Ergebnis  |
| --- | ------------- | --------- | ----------- | ----- | -------------- | -------------------------------- | --------- |
| 1.  | 5. April 2014 | Schymkent | ITF $10.000 | Sand  | Anna Grigoryan | Diana Boholij Margarita Lasarewa | 7:65, 6:2 |